# 浅井冨雄
浅井 冨雄（あさい とみお、1932年9月15日 - 2024年11月30日）は、日本の気象学者。
1955年、京都大学理学部を卒業。気象研究所、京都大学、東京大学、広島大学に勤務する。東京大学名誉教授。元東京大学海洋研究所所長。元日本気象学会理事長。
1964年、京都大学より理学博士の学位を取得、学位論文の題は「Study of cumulus convection based on numerical model experiment」。 
雲の形成と降水の物理過程に関する研究を主として行い、気象予報の高精度化に貢献した。「積雲対流に関する理論的研究」に対しては日本気象学会賞が与えられた。また、多数の専門書・啓蒙書を執筆し、気象学分野の発展に貢献した。
2012年瑞宝中綬章受章。

## 著書

### 単著
- 浅井冨雄『大気対流の科学 - 大気運動の素過程を探る』東京堂出版〈気象学のプロムナード14〉、1983年。
- 浅井冨雄『気候変動 - 異常気象・長期変動の謎を探る』東京堂出版〈気象学のプロムナード第2期9〉、1988年、ISBN 4-490-20138-9。
- 浅井冨雄『いま、地球があぶない - 大気汚染の恐怖』ポプラ社〈ポプラ社教養文庫3〉、1990年、ISBN 4-591-03652-9。
- 浅井冨雄『ローカル気象学』東京大学出版会〈気象の教室2〉、1996年、ISBN 4-13-064702-4。
- 浅井冨雄『異常気象はこう進む』小学館〈小学館文庫〉、2001年、ISBN 4-09-417761-2。

### 共著
- 浅井冨雄・新田尚・松野太郎『基礎気象学』朝倉書店、2000年、ISBN 4-254-16114-X。

### 編著・監修
- 小倉義光・浅井冨雄編『海洋気象』東京大学出版会〈海洋学講座3〉、1975年。
- 岸保勘三郎・浅井冨雄編『大気科学講座』東京大学出版会、1981年 - 1982年。
- 浅井冨雄ほか監修『平凡社版気象の事典』平凡社、1986年、ISBN 4-582-11503-9。
- 奈須紀幸・浅井冨雄編著『大気と海洋 3訂版』放送大学教育振興会〈放送大学教材〉、1994年、ISBN 4-595-56125-3。
- 浅井冨雄・内田英治・河村武監修『平凡社版気象の事典 増補版』平凡社、1999年、ISBN 4-582-11507-1。
- 奈須紀幸監修、浅井冨雄編『異常気象とこれからの地球』ポプラ社〈ここまできた! 環境破壊 : 総合的な学習にやくだつ6〉、2000年、ISBN 4-591-06348-8。